# Modulus guernei
Modulus guernei is een slakkensoort uit de familie van de Modulidae. De wetenschappelijke naam van de soort is voor het eerst geldig gepubliceerd in 1900 door Dautzenberg.